# World Professional Darts Championship 2007
De Lakeside World Professional Darts Championship 2007 was de 30e editie van het internationale dartstoernooi World Professional Darts Championship en werd gehouden van 6 januari 2007 tot en met 14 januari 2007 in het Engelse Frimley Green. 
De World Professional Darts Championship kan worden gezien als het wereldkampioenschap voor de British Darts Organisation, BDO, een van de twee toonaangevende dartsbonden in de wereld. Hierdoor is dit toernooi het belangrijkste toernooi dat onderdeel uitmaakt van diezelfde BDO.
In plaats van de term 'best of' werd dit jaar de term 'first to' gebruikt. Hierdoor was gemakkelijker zien bij hoeveel sets een wedstrijd gewonnen is, maar het maakte geen verschil op het aantal sets dat gespeeld werd.

## Prijzengeld

### Mannen
Het totale prijzengeld bedroeg £226.000,- (plus £52.000 voor een 9-darter (niet gewonnen)) en was als volgt verdeeld:
| Plaats        | Prijzengeld |
| ------------- | ----------- |
| Winnaar       | £70.000     |
| Runner-up     | £30.000     |
| Halvefinalist | £11.000     |
| Kwartfinalist | £6.000      |
| 2e ronde      | £4.250      |
| 1e ronde      | £2.750      |

Degene met de hoogste check-out (uitgooi) kreeg £2.000:
- 170 - Ted Hankey £2.000

### Vrouwen
Het totale prijzengeld bedroeg £12.000,- (plus £52.000 voor een 9-darter (niet gewonnen)) en was als volgt verdeeld:
| Plaats        | Prijzengeld |
| ------------- | ----------- |
| Winnaar       | £6.000      |
| Runner-up     | £2.000      |
| Halvefinalist | £1.000      |
| Kwartfinalist | £500        |

## Verslag

### Eerste ronde
Titelverdediger dit jaar was Jelle Klaasen, hij moest het in de eerste ronde opnemen tegen Co Stompé. Jelle Klaasen speelde minder dan Co Stompé en verloor uiteindelijk met 3-0. Het was voor de zesde maal in de geschiedenis van het toernooi dat de titelverdediger in de eerste ronde verloor. Davy Richardson wist eindelijk zijn eerste overwinning te behalen op Frimley Green, na mislukkingen in 1993, 1999, 2001, 2002 en 2005 versloeg hij dit jaar Vincent van der Voort met 3-1.
De grote favoriet voor de titel, de Nederlander Michael van Gerwen, haalde de tweede ronde niet. Hij strandde in de eerste ronde tegen de Engelsman Gary Robson. Na een lange partij wist Robson in de zevende leg van de vijfde set de wedstrijd naar zich toe te trekken. Een andere verrassing was de overwinning van Albertino Essers op Gary Anderson. Essers versloeg de, na het vertrek van Raymond van Barneveld naar de PDC, als eerste geplaatste Schot met 3-2.

### Tweede ronde
Co Stompé haalde het niet tegen Wolfie, de Engelsman Martin Adams. De Nederlander verloor kansloos met 1-4. Na de uitschakeling van Stompé waren er nog twee Nederlanders in de race; Niels de Ruiter en Albertino Essers. Laatstgenoemde verliest uiteindelijk van Hanvidge, na een relatief korte partij. Niels de Ruiter won nipt zijn partij tegen Simon Whitlock met 4-3.

### Kwartfinale
In een spannende wedstrijd, waarin Niels de Ruiter even op weg leek naar een 9-darter en een hoogste uitgooi met 160 had, maar zowel hij als zijn tegenstander Gary Robson op de dubbels faalden, won de Nederlander uiteindelijk met 5-4. Hiervoor won hij 5-3 in legs in de laatste set. In de halve finale zou De Ruiter uitkomen tegen Phill Nixon, de winnaar van de andere kwartfinale met Paul Hanvidge.

### Halve finale
In de halve finales speelde Mervyn King tegen Martin Adams. Na een 5-2-voorsprong voor Adams wist Mervyn King terug te komen tot 5-5. De laatste zet ging redelijk makkelijk naar Adams, waardoor hij toch de wedstrijd met 6-5 won. In de andere halve finale kwam Niels de Ruiter in actie tegen Phill Nixon. De Ruiter kwam al snel achter met 5-1. Omdat Phill Nixon 8 matchdarts miste kwam Niels de Ruiter uiteindelijk nog terug tot 5-4 maar in de 10e set bleek Nixon toch te sterk. Net als in de kwartfinale ging zijn 9e matchdart de dubbel in. Hij won de wedstrijd met 6-4 en plaatste zich zo voor de geheel Engelse finale waarin hij speelde tegen Martin Adams.

### Finale
In de finale van de Lakeside World Professional Darts Championship 2007 tussen Martin Adams en Phill Nixon ging Adams veel beter van start. Nadat Nixon de eerste leg gewonnen had lukte het bij hem niet meer. Martin Adams kon hier van profiteren en ging zelfs met een 6-0-voorsprong de pauze in. In de set na de pauze kwam Adams met 2-1 voor, waardoor hij nog 1 leg van de titel verwijderd was. In deze leg speelde hij helemaal niet goed en Nixon begon vanaf dat moment steeds beter te gooien. Zo won Nixon set voor set, de ene keer makkelijk, de andere keer net aan. Adams kreeg in deze sets 4 pijlen voor de wedstrijd, maar wist het niet af te maken. Nixon maakte er 6-6 van en hij was van de grootste achterstand mogelijk teruggekomen. In de dertiende en laatste set gooide Adams weer wat sterker, en Nixon zwakte weer af. Adams won de laatste set dan ook vrij gemakkelijk met 3-0, en veroverde hiermee de titel.

Voor de 5e keer van de in totaal 7 damestoernooien stond Francis Hoenselaar in de finale tegen Trina Gulliver. Alle 6 de voorgaande edities werden door Trina Gulliver gewonnen. Hoenselaar begon de wedstrijd sterk en won de eerste set. In de tweede set verliep het minder soepel bij Hoenselaar, en Gulliver maakte er 1-1 van. In de beslissende set was het erg spannend. Het werd 2-2 in legs, waardoor er een sudden death gespeeld moest worden. Gulliver gooide dichter bij de bull en zij mocht de laatste leg beginnen. Nadat Hoenselaar een erg hoge finish niet wist uit te gooien, besliste Gulliver de wedstrijd en won voor de 7e keer de World Professional Darts Championship.

## Alle wedstrijden

### Mannen

#### Eerste ronde (first to 3 sets)
| Co Stompé             | Nederland | - | Jelle Klaasen    | Nederland  | 3 - 0   |
| Martin Adams          | Engeland  | - | Tony O'Shea      | Engeland   | 3 - 0   |
| Vincent van der Voort | Nederland | - | Davy Richardson  | Engeland   | 1 - 3   |
| Ted Hankey            | Engeland  | - | Mario Robbe      | Nederland  | 3 - 0   |
| Mike Veitch           | Schotland | - | Göran Klemme     | Zweden     | 3 - 0   |
| Mervyn King           | Engeland  | - | Paul Gibbs       | Engeland   | 3 - 0   |
| Shaun Greatbatch      | Engeland  | - | Paul Hogan       | Engeland   | 3 - 1   |
| Tony Eccles           | Engeland  | - | Mark Webster     | Wales      | 3 - 0   |
| Paul Hanvidge         | Schotland | - | Martin Phillips  | Wales      | 3 - 2   |
| Gary Anderson         | Schotland | - | Albertino Essers | Nederland  | 2 - 3   |
| Martin Atkins         | Engeland  | - | Gary Fenn        | Engeland   | 3 - 0   |
| Darryl Fitton         | Engeland  | - | Phill Nixon      | Engeland   | 1 - 3   |
| Niels de Ruiter       | Nederland | - | Brian Woods      | Engeland   | 3 - 0   |
| Simon Whitlock        | Australië | - | Andy Fordham     | Engeland   | xxx (*) |
| John Walton           | Engeland  | - | Brian Sørensen   | Denemarken | 3 - 2   |
| Michael van Gerwen    | Nederland | - | Gary Robson      | Engeland   | 2 - 3   |

(*)Vlak voor de wedstrijd werd Andy Fordham naar het ziekenhuis gebracht vanwege ademhalingsproblemen en een probleem aan zijn lever. Door deze ongelukkige gebeurtenis ging Simon Whitlock zonder gespeeld te hebben door naar de tweede ronde.

#### Tweede ronde (first to 4 sets)
| Co Stompé        | Nederland | - | Martin Adams     | Engeland  | 1 - 4 |
| Davy Richardson  | Engeland  | - | Ted Hankey       | Engeland  | 3 - 4 |
| Mike Veitch      | Schotland | - | Mervyn King      | Engeland  | 2 - 4 |
| Shaun Greatbatch | Engeland  | - | Tony Eccles      | Engeland  | 0 - 4 |
| Paul Hanvidge    | Schotland | - | Albertino Essers | Nederland | 4 - 1 |
| Martin Atkins    | Engeland  | - | Phill Nixon      | Engeland  | 1 - 4 |
| Niels de Ruiter  | Nederland | - | Simon Whitlock   | Australië | 4 - 3 |
| John Walton      | Engeland  | - | Gary Robson      | Engeland  | 3 - 4 |

#### Kwartfinale (first to 5 sets)
| Martin Adams    | Engeland  | - | Ted Hankey  | Engeland | 5 - 3 |
| Mervyn King     | Engeland  | - | Tony Eccles | Engeland | 5 - 4 |
| Paul Hanvidge   | Schotland | - | Phill Nixon | Engeland | 4 - 5 |
| Niels de Ruiter | Nederland | - | Gary Robson | Engeland | 5 - 4 |

#### Halve finale (first to 6 sets)
| Martin Adams | Engeland | - | Mervyn King     | Engeland  | 6 - 5 |
| Phill Nixon  | Engeland | - | Niels de Ruiter | Nederland | 6 - 4 |

#### Finale (first to 7 sets)
| Martin Adams | Engeland | - | Phill Nixon | Engeland | 7 - 6 |

### Vrouwen

#### Kwartfinale (first to 2 sets)
| Anastasia Dobromyslova | Rusland   | - | Carina Ekberg | Zweden    | 2 - 0 |
| Trina Gulliver         | Engeland  | - | Carla Molema  | Nederland | 2 - 0 |
| Karin Krappen          | Nederland | - | Apylee Jones  | Engeland  | 1 - 2 |
| Francis Hoenselaar     | Nederland | - | Carol Forwood | Australië | 2 - 1 |

#### Halve finale (first to 2 sets)
| Anastasia Dobromyslova | Rusland  | - | Trina Gulliver     | Engeland  | 0 - 2 |
| Apylee Jones           | Engeland | - | Francis Hoenselaar | Nederland | 1 - 2 |

#### Finale (first to 2 sets)
| Trina Gulliver | Engeland | - | Francis Hoenselaar | Nederland | 2 - 1 |